# Netechmodes
Netechmodes là một chi bướm đêm thuộc phân họ Tortricinae của họ Tortricidae.

## Các loài
- Netechmodes harpago Razowski & Pelz, 2003
- Netechmodes landryi Razowski, 2004